# 福爾摩沙 (雜誌)
《福爾摩沙》（日语：フォルモサ），是一種台灣日治時期的日文文藝雜誌，其發行機關是一群台灣留日學生在1932年3月20日東京所成立的「台灣藝術研究會」，成立宗旨為「以圖台灣文學及藝術的向上為目的」。

## 發行機關的前身

### 籌組經過與瓦解
台灣藝術研究會的前身是左翼文學團體「台灣人文化同好會」。1931年6月王白淵詩文集《荊棘之道》出版。當時一位激進的左翼青年林兌閱讀這本詩文集以後，不知是被詩文集裡蘊含的社會主義思想感動，還是出於政商人物慣有的理性算計--覺得作者政治意識形態與自己相近好拉攏，開始與王白淵通信。聊得來以後，兩個人就交換彼此對無產階級藝術運動的意見，最後提出組織台灣無產階級文化聯盟的計畫。

1932年3月25日林兑、王白淵、吳坤煌等人決定成立「台灣人文化同好會」，作為組織台灣無產階級文化聯盟的第一步，並且試圖以這種合法掩護非法的方式，讓一些台共、日共成員混在裡面，悄悄與台灣共產黨、中國共產黨、日本共產黨、日本赤色救援會，以及日本與朝鮮左翼團體互通聲息，建立聯合陣線，反帝反封建。同年的7月31日，林兌、王白淵、吳坤煌等人會面，討論該會刊物NEWS的發行與資金募集問題；但好景不常，同年9月1日同好會成員葉秋木參加反帝示威活動被人檢舉，台灣人文化同好會成立、運作等消息，被日本當局發覺。之後，林兑、張文環、王白淵、張麗旭等人遭到日警逮捕，同好會因而瓦解、消失。

### 當局的記錄
「根據台灣總督府警務局的《警察沿革誌》記述，『台灣藝術研究會』是『日本普羅文化連盟』下的文化組織，前身則是王白淵於1932年3月20日與林兌、吳坤煌等人所組織的左翼文學團體『台灣人文化同好會』，該組織於同年9月被解散，不過，即使受到嚴密的監視與警告，王白淵等人仍不放棄理想，克服了資金不足與行動路線爭議等問題，於1933年3月正式組成『台灣藝術研究會』，並出版了『文藝性』大於『革命性』的《福爾摩沙》」。

## 刊物的發行宗旨
台灣人文化同好會成員張文環、吳坤煌等人獲釋以後，經過一番思考與激烈的辯論，決定與其他旅日青年成立一個合法、走溫和路線的文藝團體「台灣藝術研究會」，發行機關雜誌「福爾摩沙」。於是1932年3月29日蘇維熊、魏正春、張文環、吳鴻秋、巫永福、黃波堂、王白淵、劉捷 (台灣作家) 、吳坤煌等人，就在東京倡議成立台灣藝術研究會，以改進和創造台灣新文藝為宗旨。其機關雜誌的主編為蘇維熊，編輯為張文環，發行人為施學習，刊物在1933年7月15日創立。他們雖然沒有直接了當講出台灣藝術研究會」的宗旨，但是從刊物發刊詞的幾段話，我們可以發現：該文藝刊物是立基在台灣的民間藝術及文學傳統(這些是從中國傳承過來的文化資產)，企圖要去創造真正具有台灣人精神的文藝。雜誌的發刊詞寫道：「雖有數千年來的文化遺產，可是現在依然處在這特殊情形下的人們中，到了現在還沒有生產過獨自的文化」、「所以同仁等常以對這種文藝改進事業為自許，大膽的自立為先鋒」、「在消極方面，想去整理研究向來微弱的文藝作品，來吻合大眾膾炙的歌謠、傳說等鄉土藝術；在積極方面，由上述特殊氣氛中所產生出的我們全副精神，從心裡所湧出我們的思想及感情，決心來創造真正台灣人所需要的新文藝。我們極願意重新創作『台灣人的文藝』。」

## 刊載的重要作品
該刊共發行3期，設立各種專欄。評論方面有：蘇維熊的〈對於台灣歌謠一試論〉、楊行東的〈台灣文藝界的期望〉、劉捷 (台灣作家)的〈一九三三的台灣文學界〉、吳坤煌的〈論台灣鄉土文學〉等文章。小說方面有：張文環的〈落蕾〉、〈貞操〉；巫永福的〈首與體〉、〈黑龍〉；吳天賞的〈龍〉；王白淵的〈唐璜與加彭尼〉；賴慶的〈納妾風波〉；吳希聖的〈豚〉；張碧華的〈上弦月〉等。詩歌方面有：施學習的〈自殺行〉；蘇維熊的〈春夜恨〉、〈啞口詩人〉、〈不變之客〉；王白淵的〈行路難〉〈可愛的K子〉及其多首融合泰戈爾、石川啄木及社會主義理念的詩作；楊基振的〈詩〉；陳傳纘的〈朦朧的矛盾〉；陳兆柏的〈運命〉；翁鬧的〈淡水海邊〉；王登山的〈鹽田的風景〉；托微的〈紫金山下〉等詩作。

## 停辦及發行機關解散原因
1934年6月15日發行至第3期之後，因為經費不足的關係，所以雜誌被迫停刊。雜誌的發起人、作家群也匯合到台灣文藝聯盟，成為台灣文藝聯盟東京支部的成員，台灣藝術研究會自行解散。「該會會址設在東京，刊物也在東京發行，對台灣影響不大。《福爾摩沙》雜誌出了3期以後，於昭和9年6月15日停刊，改與《台灣文藝》合併發行」

## 歷史定位
研究者黃得時認為：「《福爾摩沙》雜誌的創辦人，均是在日本各大學專攻文學、哲學或美術的學生，所以他們能用西洋近代文學的方法來創作文學和推進文學運動。他們推進文學運動的意欲特別堅強而熾烈，大有非創出一種新文學絕對不願罷手的氣概。他們特別著重小說和詩的創作，同時對於整理過去的文化遺產，如蒐集歌謠和對現階段的文學批評等也相當重視。」

## 原物收藏及復刻情況
使用「全國圖書書目資訊網」查詢，到2011年10月10日為止，國立台灣師範大學收藏東方文化書局在1981年出版的復刻本。至於原件收藏與微縮資料收藏，則沒有找到。

## 相關研究

### 博碩士論文
使用「台灣博碩士論文知識加值系統」與「全國圖書書目資訊網」查詢，到2011年10月10日為止，還沒有一本博碩士論文專門以該雜誌為主要的研究對象，僅有以這種文學雜誌作為檢視對象的相關研究。
- 柳書琴，〈荊棘之道：旅日青年的文學活動與文化抗爭〉，清華大學中國文學系博士論文，2000年。
- 鄧慧恩，〈日據時期外來思潮的譯介研究：以賴和、楊逵、張我軍為中心〉，清華大學台灣文學所碩士論文，2006年。該論文是在談論台灣日治時期外來思潮的譯介，論文是以那些主要發行在台灣本島或是以台灣人為活動主體的11種文學雜誌作為檢視的對象，而《福爾摩沙》是其中一種。
- 陳允元，〈島都與帝都：二、三○年代臺灣小說的都市圖象（1922-1937）〉，國立台灣大學台灣文學研究所碩士論文，2007年。
- 張文薰，〈植民地プロレタリア青年の文芸再生 : 張文環を中心とした"フオルモサ"世代の台湾文学〉，東京大学大学院人文社会系研究科中囯語中囯文学専攻。政治大學圖書館、國家圖書館均有該論文。

### 論文集論文
使用「台灣文史哲論文集篇目索引系統」查詢，到2011年10月10日為止，還沒有一篇論文以這雜誌為主要的研究對象。

### 期刊上的論文和評介文字
使用「台灣期刊論文索引系統」查詢，到2011年10月10日為止，已知的有：
- 張文薰，〈志在文藝創造--《フォルモサ(福爾摩沙)》簡介〉，2011年2月《文訊》。
- 劉思坊，〈站在流行線上的留日文藝青年：論《福爾摩沙》的流行感及巫永福的「新感覺」書寫〉，2009年1月《台灣文學評論》。
- 橫路啟子，〈混成する身体--『フォルモサ』時代の巫永福をめぐって〉，2008年12月《台大日本語文研究》。
- 張文薰，〈1930年代臺灣文藝界發言權的爭奪--《福爾摩沙》再定位〉，2006年2月《台灣文學研究集刊》。
- 吳坤煌，〈臺灣藝術研究會的成立及創刊「福爾摩沙」前後回憶一二〉，1982年5月《台灣文藝》。
- 施學習，〈台灣藝術研究會成立與福爾摩沙(Formosa)創刊〉，1954年？月《台北文物》。

### 書籍
使用「全國圖書書目資訊網」查詢，到2011年10月10日為止，已知的有：
- 柳書琴，《荊棘之道 : 臺灣旅日青年的文學活動與文化抗爭》，台北市：聯經出版，2009年初版。
- 河原功/著、莫素微/譯，《台灣新文學運動的展開：與日本文學的接點》，台北市：全華科技圖書，2004年。[4]。
- 莫素微/著，《東京「台灣藝術研究會」及〈フォルモサ〉》，「千里山文學論集」43，日本關西大學，1990年[4]。

## 相關詞條
- 該文學雜誌的發行機關是台灣藝術研究會。
- 該雜誌的同仁有張文環、巫永福、王白淵、吳坤煌、劉捷 (台灣作家)、蘇維熊等人。
- 與之相關的其他文藝團體及刊物：台灣文藝聯盟、台灣文藝。